# جارى جروبس
جارى جروبس (بالإنجليزية: Gary Grubbs)‏ هو كاتب سيناريو وممثل أمريكي، ولد في 14 نوفمبر 1949 في الولايات المتحدة.

## أعمال

### أفلام
- (1983) سيلكوود
- (1991) جي اف كي[8]
- (2004) راي[9]
- (2006) ديجا فو[10]
- (2006) طريق المجد
- (2009) الملازم السيئ ميناء الدعوة - نيو أورليانز[11]
- (2012) جانغو الحر[12]
- (2012) سفينة حربية
- (2013) باركلاند
- (2014) الباقون بالخلف[13]
- (2014) تخريب[14]
- (2015) مشروع سجل الأيام[15]

### مسلسلات
- أيام سعيدة
- إن سي آي إس
- بيفرلي هيلز 90210
- جاغ
- عقول إجرامية
- ويل وغريس

## وصلات خارجية
- جارى جروبس على موقع IMDb (الإنجليزية)
- جارى جروبس على موقع قاعدة بيانات الأفلام العربية
- جارى جروبس على موقع ألو سيني (الفرنسية)
- جارى جروبس على موقع أول موفي (الإنجليزية)
- جارى جروبس على موقع قاعدة بيانات الأفلام السويدية (السويدية)
- جارى جروبس على موقع قاعدة بيانات الفيلم (الإنجليزية)
- جارى جروبس على موقع كينوبويسك (الروسية)